# Marco Papirio
Marco Papirio, appartenente alla Gens Papiria (Roma, ... – Roma, 20 luglio 390 a.C.), è stato un senatore romano.
Fu protagonista dell'episodio in cui i Galli di Brenno, entrando in senato dopo aver invaso Roma (390 a.C.), lo trovarono impietrito in aula in compagnia di altri 79 vecchi patrizi che si erano rifiutati di abbandonare il senato e la città nelle mani dei barbari. Gli invasori restarono colpiti dal suo aspetto venerando e dalla sua lunga barba; allora uno di loro si avvicinò e gliela tirò per verificare se fosse un uomo o una divinità romana. Egli reagì dando una bastonata in testa al soldato gallo che lo aveva oltraggiato; questo gesto scatenò l'ira dei Galli che uccisero lui e gli altri senatori; dopodiché misero a ferro e fuoco la città. Questa vicenda, perpetrata durante il sacco di Roma, è narrata da Tito Livio nella sua Storia di Roma.
Negli ambienti del senato era conosciuto come un uomo molto altezzoso.